# ソユーズT-1
ソユーズT-1(Soyuz T-1、ロシア語: Союз Т-1)は、1979年から1980年にかけて行われたソビエト連邦の新しいソユーズの無人試験飛行で、サリュート6号とのドッキングが行われた。

## ミッションパラメータ
- 宇宙船:ソユーズ7K-ST
- 質量:6,450 kg
- 乗組員:なし
- 打上げ:1979年12月16日
- 帰還:1980年3月25日

## ハイライト
サリュート6号の最後の乗組員（ソユーズ32号）が帰還してから4ヵ月が経ち、1979年12月の打上げは現実のものと思われていた。ソビエト連邦はその月に打上げを行ったものの、それは期待されていたものと違うものだった。
ソユーズT-1は12月16日にバイコヌール宇宙基地ガガーリン発射台から打ち上げられた。改良型ソユーズの4度目の無人試験飛行であり、一連の無人試験で「ソユーズ」の名が与えられた初めての飛行となった。2日後、サリュート6号に近づいたが、通り過ぎてしまった。2度目のドッキングの試みは12月19日に行われ、ソユーズT-1は前方ポートへのドッキングに成功した。
ソユーズは、12月25日にサリュート6号の軌道を押し上げ、95日間はドッキングしたままであった。その間、サリュート6号は無人の状態であった。1980年3月23日にドッキングは解除され、数日間の試験を行い、その後3月25日に軌道を離れた。ソビエト連邦は、次の4月の打上げウィンドウでソユーズ35号を打ち上げることを計画していたため、着陸日は通常の着陸ウィンドウからは外れていた。
このミッションは、いくつかの理由から珍しいものであった。以前の長期無人ミッションとは異なり、ソユーズT-1はサリュート6号とドッキングしている間、電源を落とさなかった。さらに、通常ののソユーズのミッションでは、軌道から離脱するまでの間は全てのモジュールは結合したままだが、ソユーズT-1では推進剤を節約するために、逆噴射に先立って軌道モジュールを切り離した。これにより、軌道を離脱する前に多くの軌道マヌーバを行えるようになった。

## 関連文献
- Mir Hardware Heritage - NASA report (PDF format)
- Mir Hardware Heritage (wikisource)